# Escuela Técnica Superior de Ingeniería de Sistemas Informáticos (Universidad Politécnica de Madrid)
La Escuela Técnica Superior de Ingeniería de Sistemas Informáticos (ETSISI) es un centro de la Universidad Politécnica de Madrid que imparte las ramas de la Ingeniería Informática, en concreto las titulaciones de Grado en Ingeniería de Software, Ingeniería de Computadores, Sistemas de Información, Tecnologías para la Sociedad de la Información y Ciencia de Datos e Inteligencia Artificial.
La Escuela Técnica Superior de Ingeniería de Sistemas Informáticos, junto con la Escuela Técnica Superior de Ingeniería y Sistemas de Telecomunicación, la Escuela Técnica Superior de Ingenieros en Topografía, Geodesia y Cartografía, y el Centro Superior de Diseño de Moda de Madrid, integran el complejo universitario del Campus Sur.
Es una de las dos Escuelas de la UPM que imparten titulaciones del ámbito de la informática, tanto a nivel de grado como ciclos posteriores. 

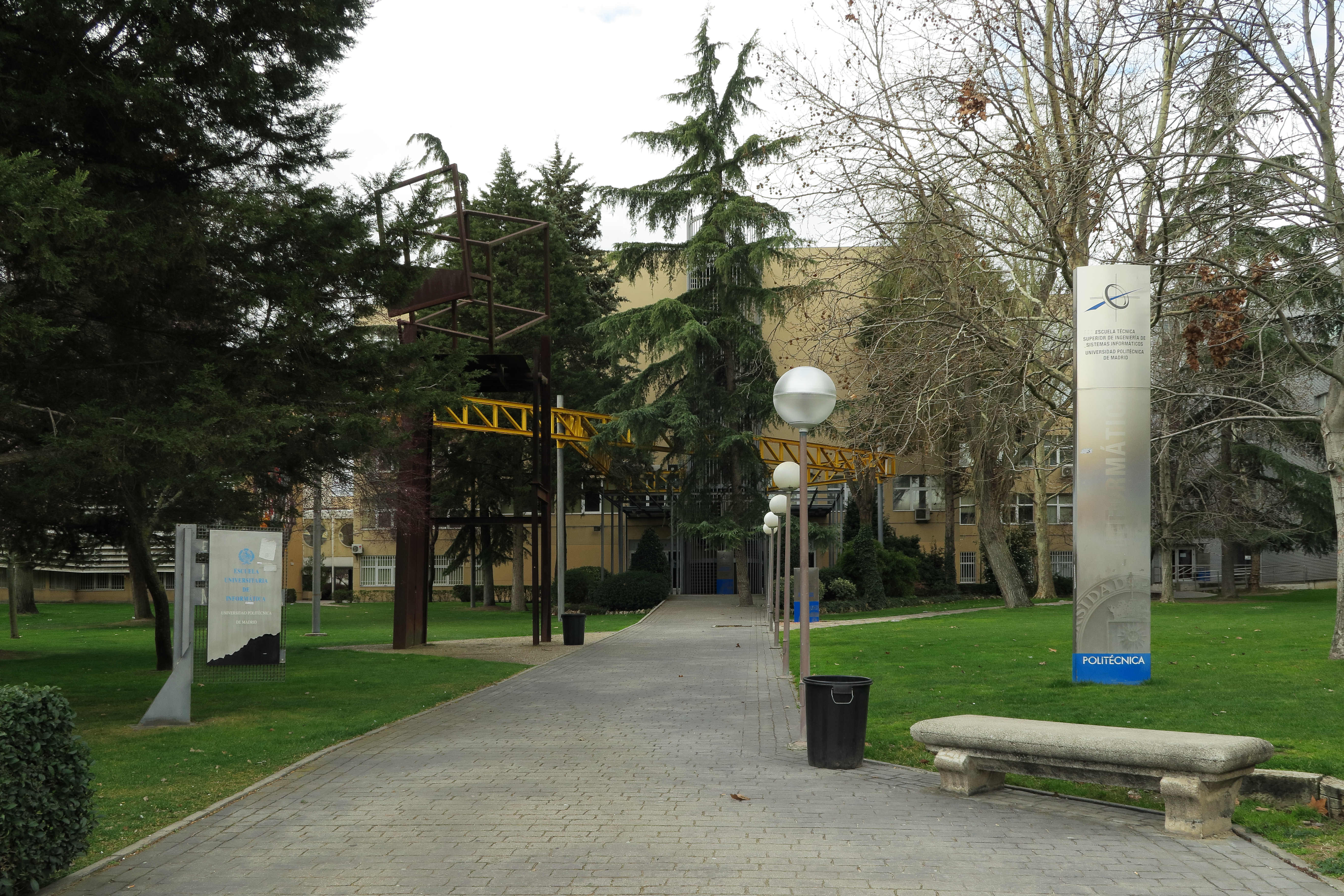
Escuela Técnica Superior de Ingeniería de Sistemas Informáticos (Universidad Politécnica de Madrid)

## Titulaciones
Títulos de Grado:
- Grado en Ingeniería del Software.
- Grado en Ingeniería de Computadores.
- Grado en Ingeniería de Sistemas de Información.
- Grado en Tecnologías para la Sociedad de la Información.
- Grado en Ciencia de Datos e Inteligencia Artificial.
- Doble Grado en Ingeniería del Software y en Tecnologías para la Sociedad de la Información.
- Doble Grado en Ingeniería de Computadores y en Tecnologías para la Sociedad de la Información.

Títulos de Máster:
- Máster Universitario en Ciencias y Tecnologías de la Computación.
- Máster Universitario en Ingeniería Web.
- Máster Universitario en Software de Sistemas Distribuidos y Empotrados.
- Máster Universitario en Desarrollo de Aplicaciones y Servicios para Dispositivos Móviles.
- Máster Universitario en Ciberseguridad.
- Máster Universitario Internet of Things.
- Máster Universitario en Aprendizaje Automático y Datos Masivos

Programa de Doctorado:
- Doctorado en Ciencias y Tecnologías de la Computación para Smart Cities.